# Tadehagi triquetrum
Tadehagi triquetrum är en ärtväxtart som först beskrevs av Carl von Linné, och fick sitt nu gällande namn av Hiroyoshi Ohashi. Tadehagi triquetrum ingår i släktet Tadehagi och familjen ärtväxter.

## Underarter
Arten delas in i följande underarter:
- T. t. alatum
- T. t. auriculatum
- T. t. pseudotriquetrum
- T. t. triquetrum